# 7. Screen Actors Guild-gála
A 7. Screen Actors Guild-gála a 2000-es év legjobb filmes és televíziós alakításait értékelte. A díjátadót 2001. március 11-én tartották a Los Angeles-i Shrine Auditoriumban. A ceremóniát a TNT televízióadó közvetítette élőben, a jelöltek listáját pedig 2001. január 30-án jelentette be Lucy Liu és Cary Elwes a los angelesi Pacific Design Centerben.

## Győztesek és jelöltek

### Film
| - Benicio del Toro – Traffic (Javier Rodríguez) - Jamie Bell – Billy Elliot (Billy Elliot) - Russell Crowe – Gladiátor (Maximus Decimus Meridius) - Tom Hanks – Számkivetett (Chuck Noland) - Geoffrey Rush – Sade márki játékai (De Sade márki) | - Julia Roberts – Erin Brockovich – Zűrös természet (Erin Brockovich) - Joan Allen – A manipulátor (Laine Hanson) - Juliette Binoche – Csokoládé (Vianne Rocher) - Ellen Burstyn – Requiem egy álomért (Sara Goldfarb) - Laura Linney – Számíthatsz rám (Samantha "Sammy" Prescott) |
| Legjobb férfi mellékszereplő | Legjobb női mellékszereplő |
| - Albert Finney – Erin Brockovich – Zűrös természet (Ed Masry) - Jeff Bridges – A manipulátor (Jackson Evans) - Willem Dafoe – A vámpír árnyéka (Max Schreck) - Gary Oldman – A manipulátor (Shelley Runyon) - Joaquin Phoenix – Gladiátor (Commodus római császár) | - Judi Dench – Csokoládé (Armande Voizi) - Kate Hudson – Majdnem híres (Penny Lane) - Frances McDormand – Majdnem híres (Mrs. Miller) - Julie Walters – Billy Elliot (Mrs. Wilkinson) - Kate Winslet – Sade márki játékai (Madeleine "Maddy" LeClerc)                               |
| Legjobb szereplőgárda (mozifilm) | |
| - Traffic – Benjamin Bratt, James Brolin, Don Cheadle, Erika Christensen, Clifton Collins Jr., Benicio del Toro, Michael Douglas, Albert Finney, Topher Grace, Amy Irving, Dennis Quaid, Catherine Zeta-Jones - Majdnem híres – Fairuza Balk, Billy Crudup, Patrick Fugit, Philip Seymour Hoffman, Kate Hudson, Jason Lee, Frances McDormand, Anna Paquin, Noah Taylor - Billy Elliot – Jamie Bell, Jamie Draven, Gary Lewis, Julie Walters - Csokoládé – Juliette Binoche, Leslie Caron, Judi Dench, Johnny Depp, Alfred Molina, Carrie-Ann Moss, Hugh O'Conor, Lena Olin, Peter Stormare, John Wood - Gladiátor – Russell Crowe, Richard Harris, Djimon Hounsou, Derek Jacobi, Connie Nielsen, Joaquin Phoenix, Oliver Reed | |

### Televízió
| Legjobb színész (minisorozat vagy tévéfilm) | Legjobb színésznő (minisorozat vagy tévéfilm) |
| --- | --- |
| - Brian Dennehy – Az ügynök halála (Willy Loman) - Alec Baldwin – Nürnberg (Robert H. Jackson) - Brian Cox – Nürnberg (Hermann Göring) - Danny Glover – Néger sors (Will Walker) - John Lithgow – Don Quijote (Don Quijote de la Mancha) - James Woods – Tiltott képek (Dennis Barrie) | - Vanessa Redgrave – Ha a falak beszélni tudnának 2. (Edith Tree) - Stockard Channing – Az igazat Jane-ről (Janice) - Judi Dench – Az utolsó szőke bombázó (Elizabeth) - Sally Field – Copperfield Dávid (Betsey Trotwood) - Elizabeth Franz – Az ügynök halála (Linda Loman)                |
| Legjobb színész (drámasorozat) | Legjobb színésznő (drámasorozat) |
| - Martin Sheen – Az elnök emberei (Josiah "Jed" Bartlet) - Tim Daly – A szökevény (Dr. Richard Kimble) - Anthony Edwards – Vészhelyzet (Dr. Mark Greene) - Dennis Franz – New York rendőrei (Andy Sipowicz) - James Gandolfini – Maffiózók (Tony Soprano) | - Allison Janney – Az elnök emberei (C. J. Cregg) - Gillian Anderson – X-akták (Dana Scully) - Edie Falco – Maffiózók (Carmela Soprano) - Sally Field – Vészhelyzet (Maggie Lockhart) - Lauren Graham – Szívek szállodája (Lorelai Gilmore) - Sela Ward – Még egyszer és újra (Lily Manning) |
| Legjobb színész (vígjátéksorozat) | Legjobb színésznő (vígjátéksorozat) |
| - Robert Downey Jr. – Ally McBeal (Larry Paul) - Sean Hayes – Will és Grace (Jack McFarland) - Kelsey Grammer – Frasier – A dumagép (Frasier Crane) - Peter MacNicol – Ally McBeal (John Cage) - David Hyde Pierce – Frasier – A dumagép (Niles Crane) | - Sarah Jessica Parker – Szex és New York (Carrie Bradshaw) - Calista Flockhart – Ally McBeal (Ally McBeal) - Jane Kaczmarek – Már megint Malcolm (Lois Wilkerson) - Debra Messing – Will és Grace (Grace Adler) - Megan Mullally – Will és Grace (Karen Walker)                             |
| Legjobb szereplőgárda (drámasorozat) | |
| - Az elnök emberei – Dulé Hill, Allison Janney, Moira Kelly, Rob Lowe, Janel Moloney, Richard Schiff, Martin Sheen, John Spencer, Bradley Whitford - Vészhelyzet – Anthony Edwards, Laura Innes, Alex Kingston, Eriq La Salle, Julianna Margulies, Kellie Martin, Paul McCrane, Michael Michele, Ming-Na Wen, Erik Palladino, Maura Tierney, Goran Vinsjic, Noah Wyle - Esküdt ellenségek – Angie Harmon, Steven Hill, Jesse L. Martin, S. Epatha Merkerson, Jerry Orbach, Sam Waterston, Dianne Wiest - Ügyvédek – Michael Badalucco, Lara Flynn Boyle, Lisa Gay Hamilton, Steve Harris, Jason Kravits, Camryn Manheim, Dylan McDermott, Marla Sokoloff, Kelli Williams - Maffiózók – Lorraine Bracco, Dominic Chianese, Drea de Matteo, Edie Falco, James Gandolfini, Robert Iler, Michael Imperioli, Nancy Marchand, Vincent Pastore, David Próval, Jamie-Lynn Sigler, Tony Sirico, Aida Turturro, Steven Van Zandt | |
| Legjobb szereplőgárda (vígjátéksorozat) | |
| - Will és Grace – Sean Hayes, Eric McCormack, Debra Messing, Megan Mullally - Ally McBeal – Lisa Nicole Carson, Portia de Rossi, Robert Downey Jr., Calista Flockhart, Greg Germann, Jane Krakowski, James LeGros, Lucy Liu, Peter MacNicol, Vonda Shepard - Frasier – A dumagép – Peri Gilpin, Kelsey Grammer, Jane Leeves, John Mahoney, David Hyde Pierce - Jóbarátok – Jennifer Aniston, Courteney Cox, Lisa Kudrow, Matt LeBlanc, Matthew Perry, David Schwimmer - Szex és New York – Kim Cattrall, Kristin Davis, Cynthia Nixon, Sarah Jessica Parker | |

### Screen Actors Guild-életműdíj
- Ossie Davis
- Ruby Dee

## Fordítás
- Ez a szócikk részben vagy egészben  a(z)   7th Screen Actors Guild Awards című angol Wikipédia-szócikk fordításán alapul.  Az eredeti cikk szerkesztőit annak laptörténete sorolja fel. Ez a jelzés csupán a megfogalmazás eredetét és a szerzői jogokat jelzi, nem szolgál a cikkben szereplő információk forrásmegjelöléseként.